# Barkly Tableland

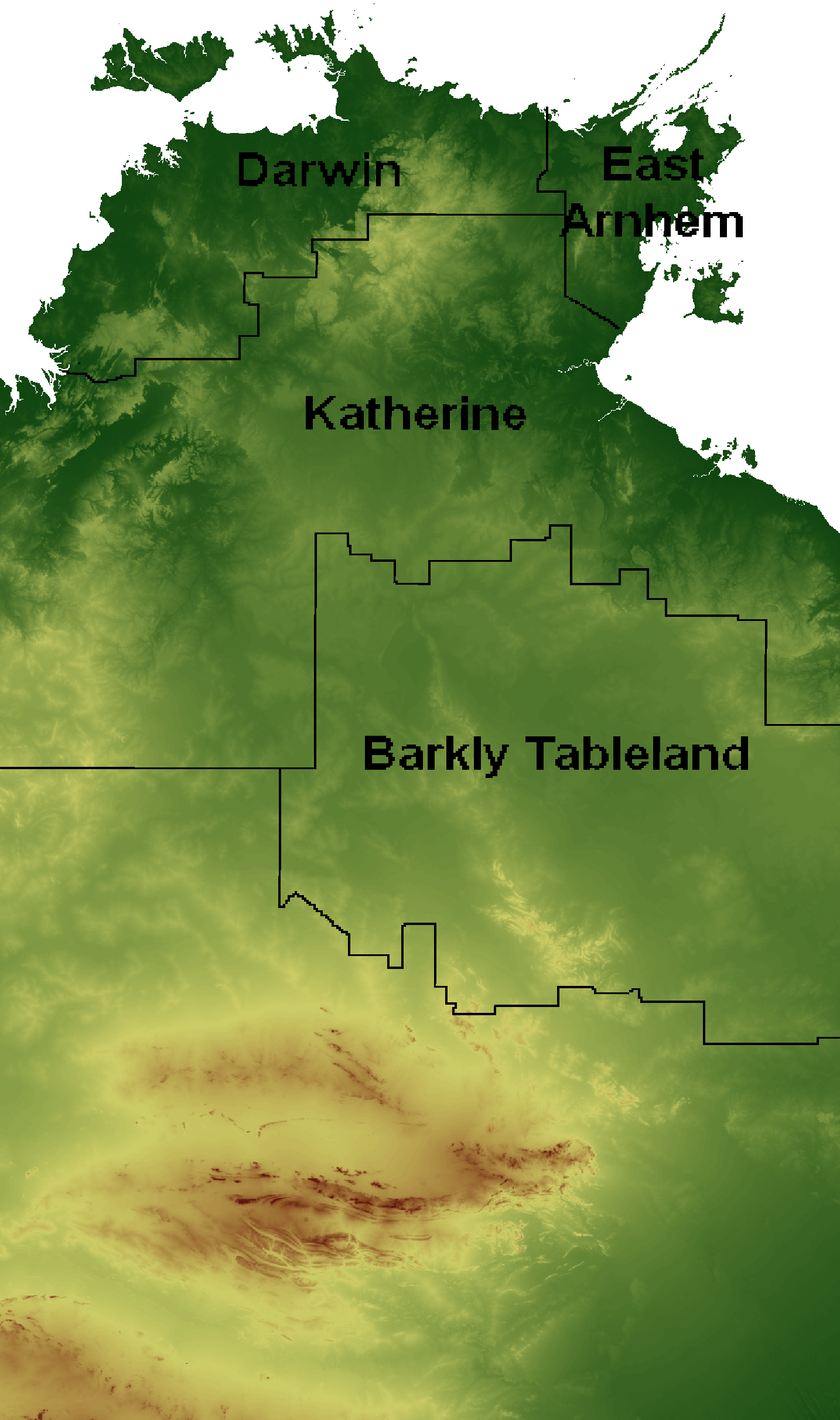
Lage des Barkly Tableland auf einem Höhenmodell des NT – die Ebene des Tafellandes ist gut zu erkennen

Das Barkly Tableland („Barkly-Tafelland“) ist eine gewellte Grasebene, die sich in Australien vom Osten des Northern Territory bis in den Westen von Queensland erstreckt. Es ist eine der fünf Regionen, aus denen sich das Northern Territory zusammensetzt und umfasst mit 283.648 Quadratkilometern etwa ein Fünftel von dessen Fläche.
Seine Grenze verläuft parallel zur südlichen Küste des Gulf of Carpentaria vom Mount Isa in Queensland bis in die Nähe von Daly Waters.

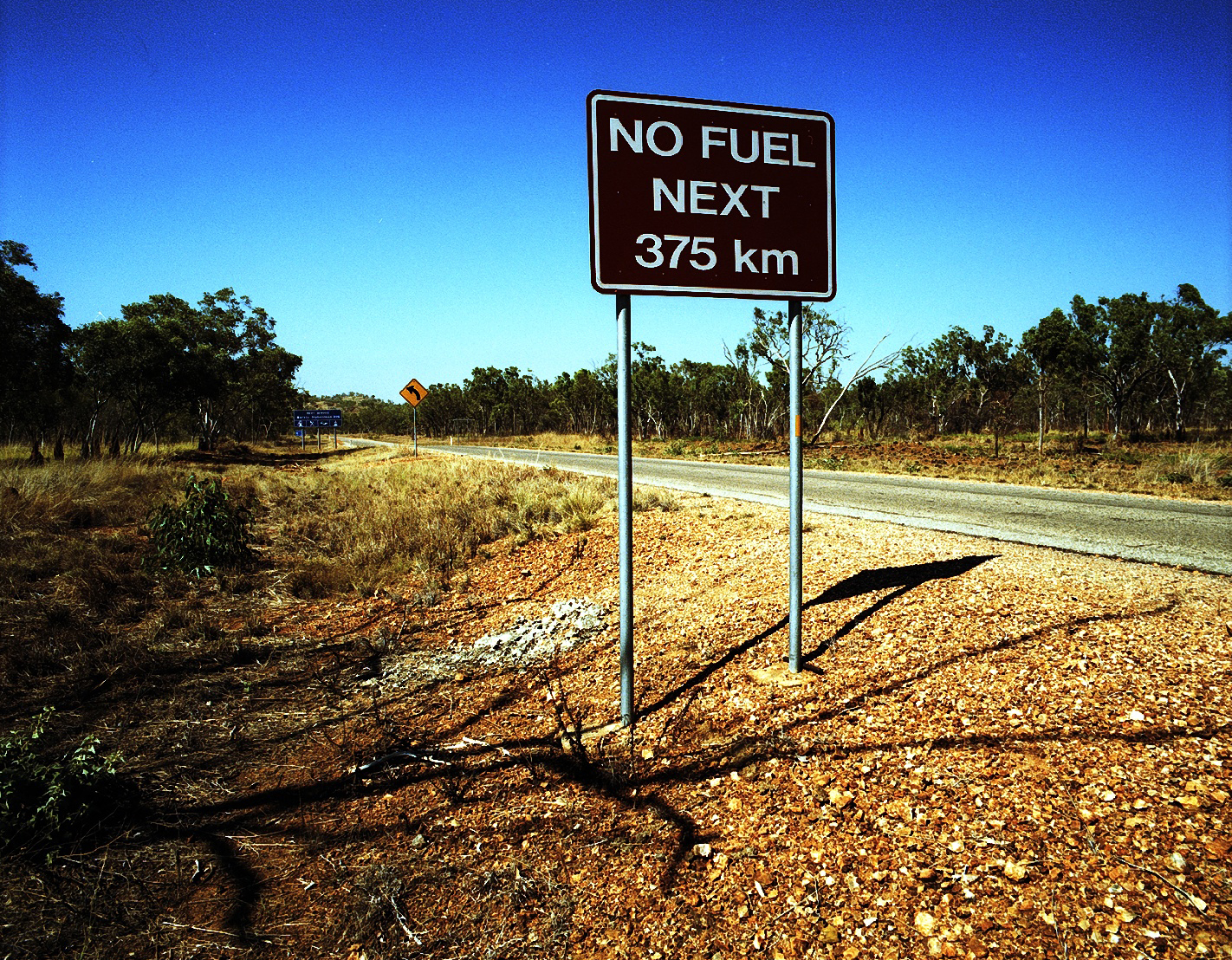
Tableland Highway

## Geschichte
William Landsborough entdeckte das Tafelland und benannte es nach Sir Henry Barkly, dem Gouverneur von Victoria.
1877 durchquerten Nathaniel Buchanan und Sam Croker das Barkly Tableland bis zur Transaustralische Telegrafenleitung, um neues Land für Siedler zu erschließen. Als man in den späten 1870er Jahren großzügigere Pachtbedingungen festlegte, siedelten sich mehr Menschen in der Gegend an.
1883 trieb der Viehdieb Harry Redford, der als Vorbild für die Romanfigur Captain Starlight diente, eine Herde Rinder in die Barkly Tableland und gründete den Flecken Brunette Downs (später Corella Creek genannt). 1884 wurden bereits 2500 Rinder nach Brunette Downs getrieben. Es wurden weitere Farmen in Alexandria, Mittiebah und Walhallow gegründet.

## Geografie

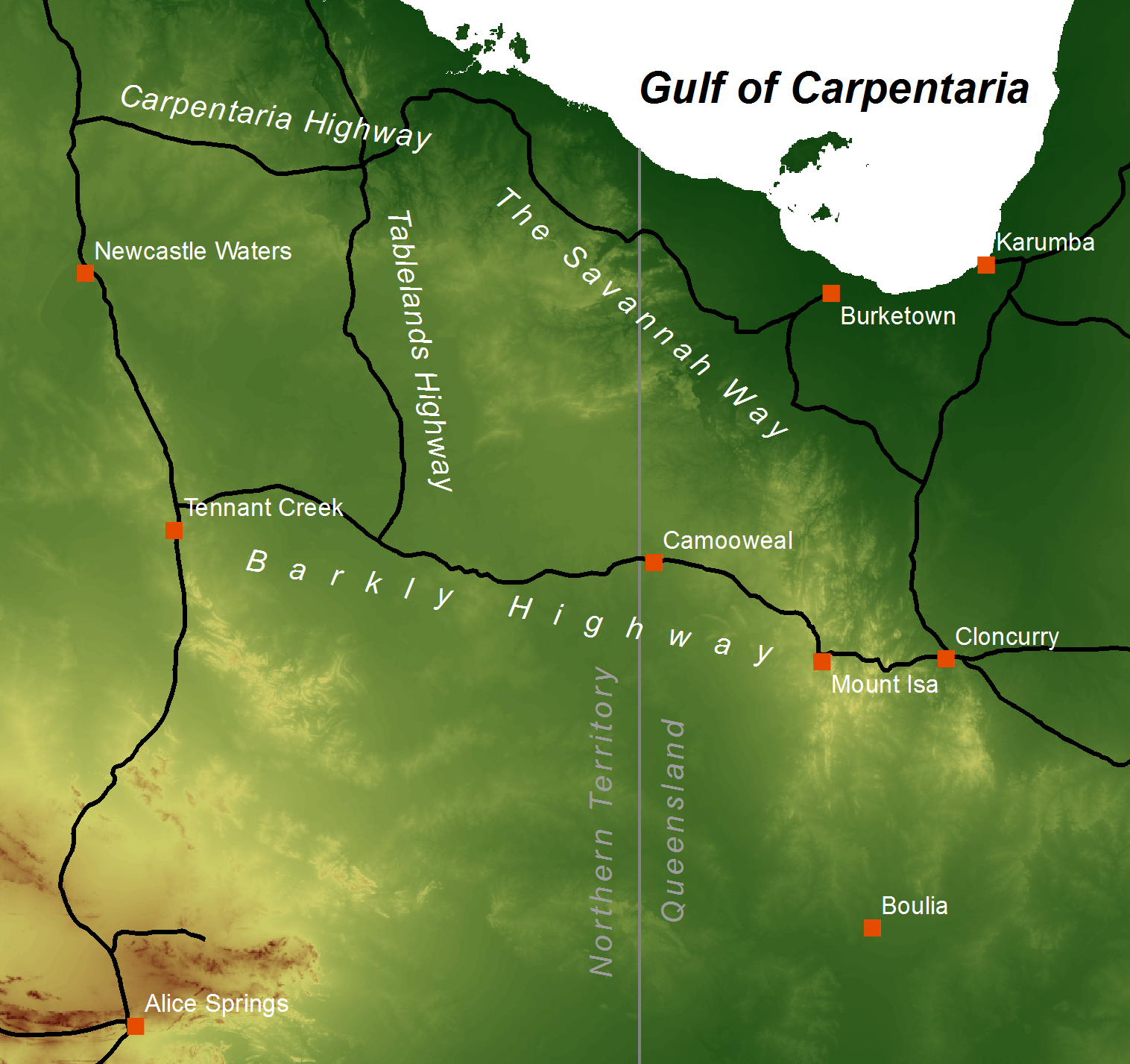
Detailkarte der Region: Das Tafelland wird von den Barkly und Tableland Highways durchquert

Das Tafelland steigt von Queensland aus bis zur Grenze des Northern Territory auf mehr als 300 Meter an. Der größte Teil des Tafellandes besteht aus Schwarzerdeebenen. Es gibt sehr wenig Regen (nicht mehr als 350 mm im Jahr). Die Niederschläge sind sehr ungleich über das Jahr verteilt und es gibt sie praktisch nur von November bis März während des heißen Sommers. Die Winter sind kühl und es kann auch gefrieren, insbesondere im südlichen Teil des Tafellandes in Queensland.
Das Barkly Tafelland ist ein landschaftlich abgegrenzter Teil des großen Westaustralischen Plateaus (West Australian Shield). Es umfasst das Mueller Plateau und die Sandover-Pituri Plattform, Gebiete zwischen den Hochlandwüsten im Westen, Mount Isa und Queensland im Osten. Das Tafelland entwässert sich in den Golf von Carpentaria über den Flinders River, die südwestliche Hochebene in den Lake Eyre über den Diamantina River und in die Simpsonwüste über den Georgina River. Die Fließgewässer im Barkly Tableland sind schmal, weil das meiste Wasser im porösen Kalkstein versickert. An einigen Stellen gilt es Salzseen wie den Lake Buchanan in Queensland. Im Westen des Tafellandes liegt der Tarrabool Lake, das größte bewaldete Sumpfgebiet im tropischen Australien. Daneben gibt es als Wasserreservoir eine Reihe von artesische Quellen wie den Edgbaston Reserve.
Die Barkly Region hat mit ihren knapp über 5900 Einwohner die geringste Besiedlungsdichte aller Regionen im Northern Territory. Die meisten Einwohner leben in den Hauptstädten Tennant Creek und Renner Springs.

## Wirtschaft
Wichtigste Einkommensquelle der Region sind die großen Rinderfarmen, die zu den größten Rindfleischproduzenten in Australien gehören. Weitere bedeutende Erwerbszweige sind Landwirtschaft, Fischfang und Militär.
Mehr als 140.000 Touristen kommen jedes Jahr ins Tableland.

## Umwelt
Das Tafelland ist größtenteils eine semiaride Savanne, die mit Mitchellgras bewachsen ist und über 1.500 Kilometer bis ins Channel Country von Queensland reicht. Südlich und westlich davon liegt die zentralaustralische Wüste. Das Grasland ist das Gebiet der großen Rinderfaremen und Heimat einiger der gefährdetsten Tierarten der Erde. Die höher gelegenen Gebiete um den Mount Isa und die Selwyn Range sind ebenfalls einzigartige Biotope.

### Flora
Das harte Mitchellgras hat lange Wurzeln und ist damit gut angepasst an trockene Böden und lange Trockenperioden. Akazienbäume sind über die Ebene verstreut. Dichten Wald gibt es nirgends.

### Fauna
In den Mitchellgrasebenen gibt es kaum Artenvielfalt. Einige Säugetiere wie der Fuchskusu (Trichosurus vulpecula), Pseudantechinus mimulus (Gattung der Fettschwanz-Beutelmäuse) und die Julia-Creek-Schmalfußbeutelmaus sind dort beheimatet.